# FLAC
De Free Lossless Audio Codec is een compressiealgoritme om zonder enig kwaliteitsverlies (lossless) geluid te comprimeren. Voor deze codec wordt de afkorting FLAC gebruikt. Het is een opensourceproject gestart door Josh Coalson. FLAC haalt een compressie van 30 tot 50 procent. FLAC is een project van de Xiph.Org Foundation.

## Verschil met MP3
FLAC (Free Lossless Audio Codec) is een compressietechniek om audio op te slaan. Dit wordt gedaan zonder enige vorm van gegevensverlies (lossless). Het verschil met MP3 is dat de compressietechniek van MP3 wel gegevens opoffert (lossy), zodat een MP3-bestand dat terug omgezet wordt in een WAV-bestand iets aan kwaliteit verliest ten opzichte van het origineel; hoe groter de compressie, hoe hoger het kwaliteitsverlies. Dit is niet zo bij FLAC: na "decompressie" verkrijgt men een exacte kopie van het oorspronkelijke bestand. Een FLAC-bestand is hierdoor minder compact dan een als MP3 of met een andere lossy methode gecodeerd bestand.

## Gebruik
FLAC wordt gebruikt wanneer men zonder verlies geluid wil digitaliseren. FLAC wordt door veel mensen gezien als een van de beste methoden hiervoor, aangezien het het best ondersteunde kwaliteitsverliesvrije formaat en ook het snelste is. Bovendien is FLAC vrij en gratis te gebruiken.
FLAC wordt ondersteund door ongeveer alle hedendaagse besturingssystemen, waaronder Windows, MacOS en Linux.

## Techniek
Een audiobron, zoals een cd, wordt door middel van FLAC als compressie te gebruiken 40 à 50 procent kleiner dan het originele exemplaar (47% volgens de uitgevers), dit zonder enig verlies van informatie. Een FLAC-audiobestand kan 1 tot maximaal 8 kanalen bevatten. Dit wil zeggen dat zowel mono, stereo als surroundgeluid kan worden opgeslagen.
De bemonsteringsfrequentie kan in stappen van 1 Hz ingesteld worden van 1 Hz t/m 655 350 Hz.
Een audio-cd heeft een bitrate van 1411,2 kbps. Dat is ongeveer 10 MB per minuut of er nu stilte is in een passage of dat een hardrockband los gaat. Daar zit behoorlijk veel verschil in. 1411,2 kbps is een vaste bitrate en wijkt niet af. Klassieke muziek is een ander verhaal dan hardrock, synthesizers en kerkorgels door hun akoestische resonanties. Hardrock haalt soms net 30% en klassieke muziek soms 70%. De compressie is variabel en FLAC vraagt zeer weinig rekenkracht en wel de minste van alle lossless codecs.
FLAC wordt gecomprimeerd met een algoritme gebaseerd op het DEFLATE-algoritme, net als de meeste zip-varianten.
Een hele Mattheus Passion van 2 uur en 36 minuten past op een data-cd in FLAC-formaat (gemiddeld 544 kbps).